# Pachygnatha ventricosa
Espèce
Pachygnatha ventricosa est une espèce d'araignées aranéomorphes de la famille des Tetragnathidae.

## Distribution
Cette espèce est endémique du Burundi. Elle se rencontre dans le parc national de la Kibira entre 1 970 et 2 650 m d'altitude.

## Description
Le mâle holotype mesure 3,47 mm et la femelle paratype 4,32 mm.

## Publication originale
- Nzigidahera & Jocqué, 2014 : On the genus Pachygnatha (Araneae, Tetragnathidae) in the Albertine Rift of Burundi, with the description of three new species. European Journal of Taxonomy, vol. 93, p. 1-16 (texte intégral).